# 克拉维耶雷
克拉维耶雷（義大利語：Claviere），是意大利北部皮埃蒙特大区都靈廣域市的一个市镇。总面积2.7平方公里，总人口212，人口密度78.5人/平方公里（2010年12月31日）。